# Igor Dolgachev

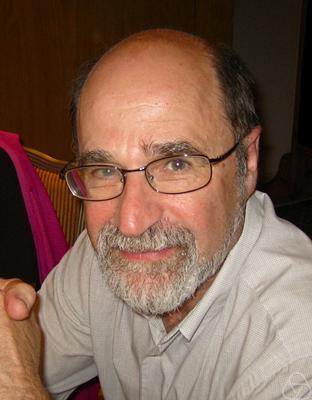
Igor Dolgachev

Igor Dolgachev (russisch Игорь Владимирович Долгачёв / Igor Wladimirowitsch Dolgatschow; * 7. April 1944 in Moskau, Sowjetunion) ist ein sowjetisch-amerikanischer Mathematiker, der sich mit Algebraischer Geometrie beschäftigt.

## Leben
Dolgachev studierte an der Lomonossow-Universität Moskau, wo er 1966 seinen Abschluss machte und 1970 bei Igor Schafarewitsch promoviert wurde. 1977 verließ er die Sowjetunion und war ab 1978 an der University of Michigan, wo er Professor bis zu seinem Emeritierung 2011 Professor war.
In der Algebraischen Geometrie befasste er sich mit klassischen Fragestellungen wie Invariantentheorie und algebraischen Flächen und verschiedenen, zum Teil aus der Stringtheorie inspirierten Symmetrien algebraischer Varietäten (McKay-Korrespondenz, nach John McKay, Spiegelsymmetrie). Nach ihm ist die Dolgachev-Fläche benannt (1981).
Während seiner Professorlaufbahn war er unter anderem an der Technischen Universität München, der Universität Mailand, der Universität La Sapienza, sowie der Harvard University tätig.

## Schriften
- Lectures on invariant theory, Cambridge University Press 2003
- mit Francois Cossec: Enriques Surfaces I, Birkhäuser 1988
- Integral quadratic forms: applications to algebraic geometry, Seminaire Bourbaki, Nr. 611, 1982/83